# Узиэль, Барух
Барух Узиэль (ивр. ברוך עוזיאל‎; род. 1 августа 1901 года, Салоники, Османская империя — 20 февраля 1977 года, Израиль) — израильский политик, депутат кнессета от Либеральной партии, а затем от блока «ГАХАЛ».

## Биография
Барух Узиэль родился 1 августа 1901 года в Салониках, на территории Османской империи (ныне Греция); в еврейской семье Моше Узиэля и его жены Рахели (урождённой Атиас). Учился в еврейской общинной школе Салоник. Репатриировался в Палестину в 1914 году. Во время Первой мировой войны был сослан в Дамаск, после окончания войны вернулся в Палестину и работал учителем в Реховоте и в Петах-Тикве.
Учился в Юридической школе Иерусалима, получил профессию адвоката и занимался адвокатской практикой с 1934 года. В 1936 году женился на Семо Меди. Был членом Еврейского национального совета и четвёртого созыва Собрания представителей Палестины.
Барух Узиэль способствовал переселению в Палестину еврейских портовых рабочих из Салоников и стал одним из основателей движения «ха-Овед ха-циони». Возглавил Институт исследования еврейства Салоников. Публиковал статьи на политические темы и о восточном еврействе.
В 1961 году был избран в кнессет 5-го созыва от Либеральной партии, затем был переизбран в кнессет 6-го созыва от блока «ГАХАЛ». Работал в комиссии по услугам населению и комиссии комиссии по образованию и культуре.
Скончался в возрасте семидесяти семи лет 20 февраля 1977 года в Израиле, у него было двое детей: сын Моше и дочь Рахель.